# الحمض النووي الدوراني الحر
الحمض النووي الدوراني الحر (بالإنجليزية: Circulating free DNA واختصاراً: cfDNA) هو عبارة عن أجزاء منحلة من الحمض النووي الصبغي تم إطلاقها في بلازما الدم. يمكن استخدام مصطلح الحمض النووي الدوراني الحر لوصف أشكال من الحمض النووي الحر التي تدور في مجرى الدم بما في ذلك الحمض النووي السرطاني الدوراني (ctDNA) والحمض النووي الجنيني عديم الخلية (cffDNA).
المستويات العالية من الحمض النووي الدوراني الحر تشاهد في حالة الإصابة بالسرطان وخاصة في المراحل المتقدمة من المرض. هناك أدلة على أن الحمض النووي الدوراني الحر يتزايد وجوده تدريجيا في الدم مع التقدم بالعمر أيضاً.
تم الإثبات أن الحمض النووي الدوراني الحر هو مؤشر حيوي مفيد في الكشف عن العديد من الاعتلالات غير السرطان والأمراض الجنينية ويشمل ذلك على سبيل المثال لا الحصر، الصدمة (الرضح) والإنتان والالتهابات اللانتانية واحتشاء عضلة القلب والسكتة الدماغية وزراعة الأعضاء ومرض السكري وأمراض الخلايا المنجلية. الحمض النووي الدوراني الحر هو غالباً عبارة عن جزء من شريط مزدوج خارج خلوي مكون من أجزاء صغيرة بحجم (70 to 200 bp) وأكبرها بحجم (21 kb) وتم اعتباره على أنه علامة محددة لتشخيص سرطان البروستاتا وسرطان الثدي.
تصريحات أخرى تؤكد أن أصل الحمض النووي الدوراني الحر من السرطانات ويحدث عند المرضى المصابون بالسرطان في المراحل المتقدمة من المرض. الحمض النووي عديم الخلية يوجد أيضاً حراً في البلازما وسوائل الجسد الأخرى. إن إطلاق هذا الحمض النووي الدوراني الحر إلى المجرى الدموي يظهر لأسباب مختلفة منها الورم البدئي، الخلايا الورمية الموجودة في الدم المحيطي، الرواسب النقيلية في المواقع البعيدة، الخلايا الطبيعية مثل الخلايا الدموية والخلايا السدوية (خلايا النسيج الضام).
تدور كل من الخلايا الورمية والحمض النووي الدوراني الحر في مجرى الدم لمريض السرطان وتتراكم بسرعة متزايدة في الدم أثناء تطور الورم وذلك بسبب الحمض النووي المتراكم والمطلق من الخلايا المتموتة والمتنخرة. إن الإفراز الفعَّال ضمن الحويصلات في الجسم يمكن ان يكون السبب في اطلاق هذا الحمض النووي الدوراني الحر لكن للآن لا نعرف إن كان له صلة بذلك أو محتمل من مصدر رئيسي آخر.
يدور الحمض النووي الدوراني الحر غالباً بشكل جسيمات نووية والتي هي عبارة عن عقد من الأنوية مع الهيستونات في الحمض النووي وهي غالباً ترتفع نسبتها عند مرضى السرطان ومفيدة في مراقبة معالجات السرطان السامة للخلايا. وخاصة في بداية العلاج لتقدير فعاليته.

## التاريخ
اكتشف أولاً الحمض النووي الدوراني الحر العالم مندل وميتايس عام 1948. لاحقاً تم اكتشاف أن مستوى الحمض النووي الدوراني الحر يزداد بشكل ملحوظ في بلازما الأشخاص المرضى وكان هذا الاكتشاف ملاحظاً أولاً عند مرضى داء الذئبة وتم الاعتماد أن مستويات هذا الحمض ترتفع بشكلٍ أكبر عند أكثر من نصف اجمالي مرضى السرطان.
وسبب هذه الزيادة عند مرضى السرطان هي الخلايا السرطانية المنتشرة (الدورانية) التي تجول في الدم الدم المحيطي.
أدت قدرتنا على اسخلاص الحمض النووي الدوراني الحر من بلازما الدم البشري إلى تطورات هائلة في الكشف عن السرطانات الاجتياحية. ومن ضمن هذه التطورات أدت إلى اكتشاف ما يعرف الآن بالخزعات السائلة. بالمختصر، هذه الخزعات تستخدم المؤشرات الحيوية والخلايا السرطانية في الدم لتشخيص نوع ودرجة تطور السرطان وهي غير مؤذية وتسمح لنا بإجراء التصوير الشعاعي السريري الروتيني عليها المهم في تشخيص احتمالية نكس السرطان بعد المعالجة الأولية.

## الوسائل

### التجميع والتنقية
الحمض النووي الدوراني الحر عرضة للتلوث الإشعاعي وذلك بسبب الخلايا المتمزقة أثناء عملية التنقية. وبسبب ذلك قد تؤدي وسائل التنقية المختلفة إلى نتائج مختلفة بشكل ملحوظ في استخلاص الحمض النووي الدوراني الحر. لحد الآن، وسائل التنقية المختلفة تتضمن جمع الدم عبر البزل الوريدي ثم إجراء الطرد المركزي لتكوير الخلايا واستخلاص الحمض النووي الدوراني الحر من البلازما.
والوسيلة النوعية لاستخلاص هذا الحمض النووي من البلازما تعتمد على البروتوكول المطلوب:
- تحليل الحمض النووي الدوراني الحر في البلازما
- تفاعل البوليمراز المتسلسل أو PCR[12][13]

بالعادة، يتم الكشف عن تسلسل الشريط المورثي في الحمض النووي الدوراني الحر بطريقتين، الكشف النوعي المتسلسل بناءً على تفاعل البوليمزار المتسلسل والتحليل الوراثي العام لكامل الحمض النووي الدوراني الحر الموجود في الدم (سَلْسَلة الحمض النووي). يشخص في الأساس وجود الحمض النووي الدوراني الحر الحاوي على الحمض النووي الخاص بالخلايا السرطانية باستخدام تضخيم تفاعل البوليمراز المتسلسل للمورثات الطافرة من الحمض النووي الدوراني الحر المستخلص من البلازما.
التحليل المعتمد على تفاعل البوليميراز المستلسل لهذا الحمض يكون بناءً على الحالة التحليلية التي تم إجراء التحليل بها إما تفاعل البوليمراز المتسلسل الرقمي أو اللحظي. كلتا التقنيتان يمكنهما اكتشاف جزيء واحد مستهدف في عينة ما لهذا السبب فإن وسيلة الكشف المعتمدة على تفاعل البوليمراز المتسلسل لاتزال أداة مهمة في تحديد وجود الحمض النووي الدوراني الحر. إلا أن هذه الوسيلة لا تملك القدرة على اكتشاف أكبر تباين هيكلي لهذا الحمض ولذلك نستخدم تسلسل الجيل الموازي التالي منه أكثر لتحديد محتوى الحمض الحمض النووي السرطاني الدورراني ضمن الحمض النووي الدوراني الحر.

### التسلسل الموازي الهائل
تسمح لنا هذه التقنية بإجراء سَلْسَلة عميقة للحمض النووي الدوراني الحر التي هي مطلوبة لتحديد وجود الحمض النووي السرطاني الدوراني ولو كان بتراكيز منخفضة في البلازما. تستخدم عادةً تقنيتان أساسيتان لإجراء هذه السَلْسَلة لتحليل الحمض النووي الدوراني الحر وهما تلسلسل الأمبليكون بتفاعل البوليميراز المتسلسل والتسلسل الهجين الملتقط.

## المرض وعلاقته بالحمض النووي الدوراني الحر

### السرطان
تركز غالبية أبحاث الحمض النووي الدوراني الحر على النوع المنحدر من خلايا الورم الدورانية ctDNA، بالمختصر أي الحمض النووي الذي يتم إطلاقه من الخلايا السرطانية المنتشرة (التي تدور في مجرى الدم) بطرق غير مفهومة حتى الآن.

### الصدمة
تم اكتشاف ارتفاع في مستويات الحمض النووي الدوراني الحر لدى ضحايا الحروق والصدمات الشديدة، بكلا الحالتين فإن تراكيز هذا الحمض في البلازما مرتبطة بدرجة شدة (قوة) الإصابة بما في ذلك صحة المريض النهائية.

### الإنتان
لوحظ أن ارتفاع مستوى الحمض النووي الدوراني الحر في بلازما الدم لدى مرضى العناية المشددة دليل على حدوث انتان في الجسم وحسب شدة الانتان يتم تحديد إجراء مزيد من الاختبارات عليهم لتحديد نطاق فعالية الحمض النووي الدوراني الحر كمؤشر حيوي على المخاطر الإنتانية المرجحة. 

### النوبة القلبية
المرضى الذين تبدو عليهم أعراض النوبة القلبية أظهروا مستويات عالية من الحمض النووي الدوراني الحر في الدم وهذا الارتفاع مرتبط بصحة المريض النهائية في حال وجود مشاكل قلبية أخرى وحتى الوفاة خلال عامين.

### رفض الطعم المزروع
لوحظ وجود الحمض النووي الدوراني الحر الأجنبي (من الطعوم أو الأعضاء المزروعة) في بلازما دم المرضى الذين خضعوا لعملية زراعة أعضاء لهم. هذا الحمض النووي مشتق من الاعضاء المزروعة لذا يدعى بالحمض النووي الطعومي الدوراني الحر واختصاراً ccfDNA. يرتفع مستوى الحمض النووي الطعومي الدوراني الحر مبدئياً بعد عملية الزرع بنسبة (>5%) ثم تقل حتى (<0.5%) خلال اسبوع.
إذا رفض جسم المضيف العضو المزروع فإن تركيز هذا الحمض سيصل لمستوى أكبر من خمسة أضعاف النسبة التي تكون عند المرضى الذين عانوا فقط من مضاعفات عملية الزرع ويمكن اكتشاف هذا الارتفاع في مستوى الدم حتى قبل ظهور أي أعراض مضاعفات سريرية أو حيوية.

## توجهات مستقبلية
يسمح لنا الحمض النووي الدوراني الحر بأخذ عينات غير مؤذية سريعة سهلة وقابلة للتكرار. كل هذه المميزات الحيوية والأهداف التقنية من هذه العملية تجعل من الحمض النووي الدوراني الحر مؤشراً حيوياً مهماً للتنبؤ بالكثير من الأمراض على سبيل المثال: أمراض الروماتيزم المناعية أو السرطانات.
ومع ذلك، هذه الطريقة تفتقر وحدة اسلوب أخذ العينات، فهي متعددة (بلازما، مصل، السوائل الزليلية)و وسائل جمع ومعالجة العينة بطرقتين أيضاً بشكلها الحر أو من الحمض النووي الخلوي فإن استخلاص بالإضافة لتحديد كمية الحمض المستخلصة وأخيراً طريقة عرض وتفسير النتائج الكمية لهذا الحمض. يمكن قياس الحمض النووي الدوراني الحر بعدة طرق منها التألق الفلوري والوسم بPicoGreen وباستخدام طيف الأشعة فوق البنفسجية والأمثر حساسية له هو طريقة تفاعل البوليمراز المتسلسل الكمي (PCR; SYBR Green or TaqMan) للعناصر الجينية المتكررة أو المورثات المتراكمة.
الجسيمات النووية الدورانية (المنتشرة) هي وحدات أولية متكرر من منظومة الحمض النووي في الكروماتين وتقاس بالأنزيمات المستخدمة بالاختبارات المناعية (ELISA).